# Salsomaggiore Terme
Salsomaggiore Terme – miejscowość i gmina we Włoszech, w regionie Emilia-Romania, w prowincji Parma.
Według danych na rok 2004 gminę zamieszkuje 17 875 osób, 220,7 os./km².
Z miastem związana jest historia bł. Brygidy od Jezusa Morello, twórczyni zgromadzenia sióstr urszulanek, mieszkającej w Salsomaggiore w latach 1633–1640.
Dziś jest to miejscowość uzdrowiskowa, w której organizowane są konkursy pianistyczne, a także często odbywają się zarówno zgrupowania sportowe różnych dyscyplin (w tym klubów spoza Włoch), jak i zawody sportowe. W roku 2006 krakowski klub piłkarski "Wisła" przebywał w Salsomaggiore na zgrupowaniu, a 24 czerwca rozegrał z miejscową drużyną sparing, wygrywając 5:0.

## Miasta partnerskie
- Bangkok
- Hawana
- Hammam al-Anf
- Jałta
- Luxeuil-les-Bains